# 明仁鰕虎屬
明仁鰕虎魚屬（學名：Akihito）是鰕虎目背眼蝦虎魚科的一個屬，原產於太平洋島國萬那杜的溪流中。其學名為紀念對蝦虎魚分類貢獻良多的日本天皇明仁。

## 物種
明仁鰕虎魚屬現有兩種物種：
- 萬那杜明仁鰕虎魚 Akihito vanuatu （Watson, Keith & Marquet, 2007）：分布於萬那杜。
- 富圖納明仁鰕虎魚 Akihito futuna （Watson, Keith & Marquet, 2007）：分布於法屬富圖納島。